# Johannes Cornelisz. Verspronck

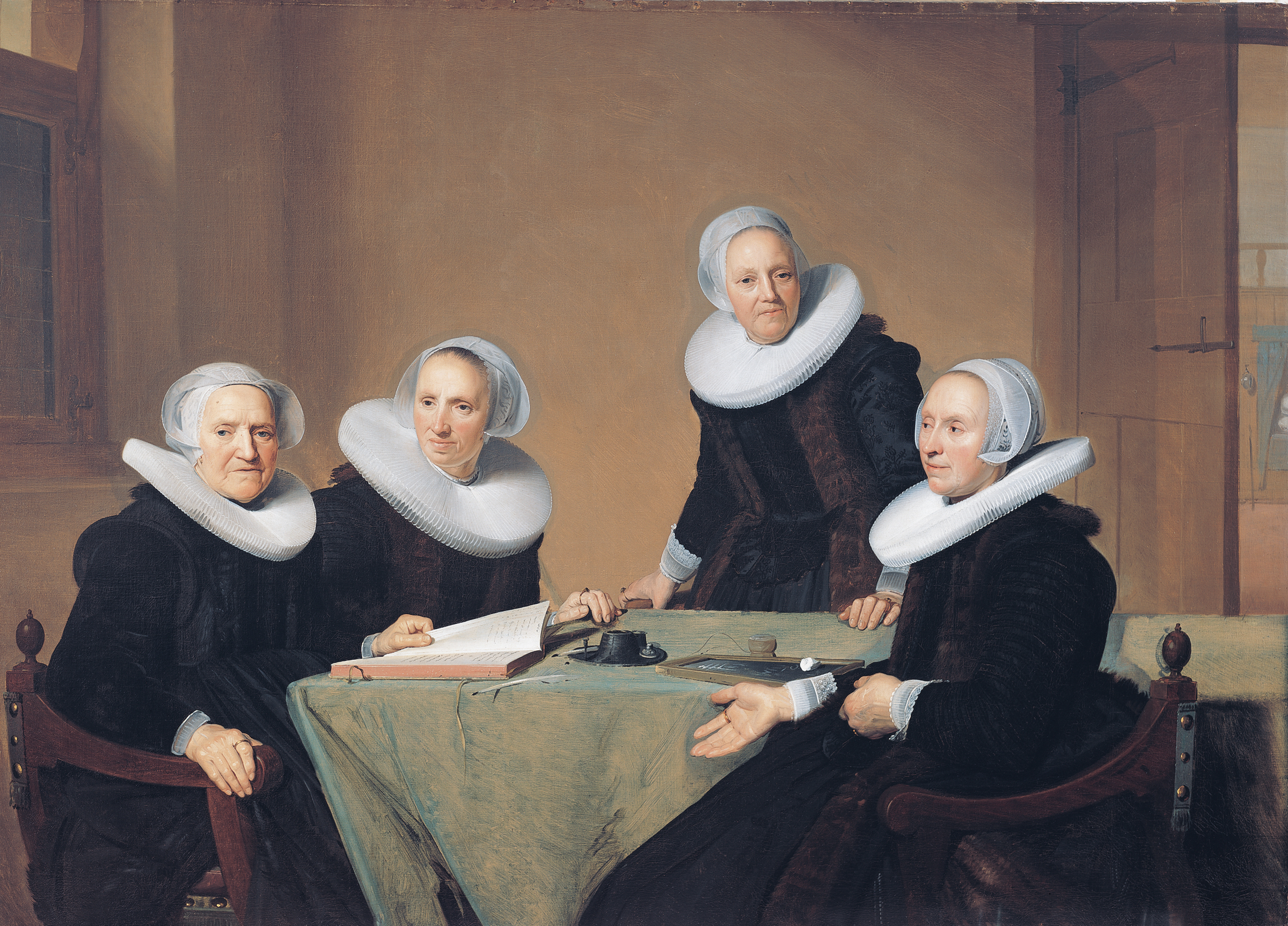
Las institutrices del hospital de Santa Isabel de Haarlem, 1641, óleo sobre lienzo, 152 x 210 cm, Haarlem, Frans Hals Museum.

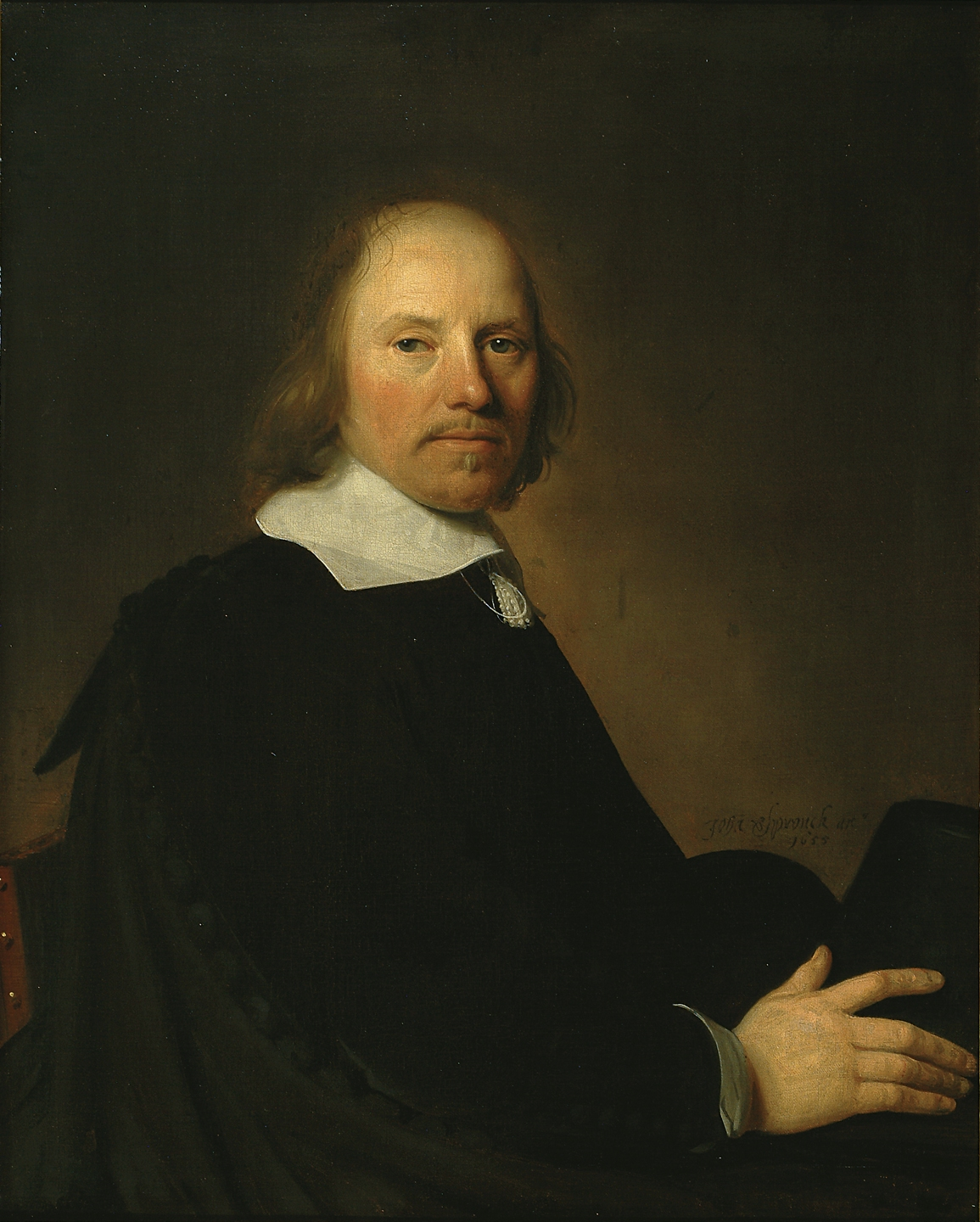
Retrato de Jacobus Outgertsz. Akersloot, 1655, óleo sobre lienzo, 82 x 65 cm, Haarlem, Frans Hals Museum.

Johannes Cornelisz. Verspronck (Haarlem, c. 1606-1662) fue un pintor barroco neerlandés especializado en retratos.
Hijo de Cornelis Engelsz, pintor de retratos, es probable que se formara en el taller paterno junto con su hermano Jochem. En 1632 los dos hermanos ingresaron en la guilda de San Lucas de Haarlem. A excepción de un bodegón, pintado al comienzo de su carrera, y algún cuadro de género, fue casi exclusivamente pintor de retratos, que siempre fechaba. De 1634 son los primeros conservados: el Retrato de un hombre de 27 años con el sombrero en la mano (Dessau, Anhaltische), y el Retrato de un niño (Lille, Palais des Beaux-Arts de Lille). En 1641 recibió uno de los más importantes encargos de su carrera: el Retrato de las institutrices del hospital de Santa Isabel (Haarlem, Museo Frans Hals), el más importante de los hospitales de pobres de la ciudad, que por razones que se desconocen encargó a Frans Hals el retrato de grupo de los regentes y a Verspronck el de las mujeres.
La serie de retratos de Verspronck, caracterizados por la meticulosidad y fidelidad al modelo, llega ininterrumpida a 1655, con el Retrato de Jacobus Outgertsz. Akersloot del Frans Hals Museum de Haarlem, con una paleta de colores más oscuros que en sus retratos precedentes. Probablemente católico, aunque su clientela no fuese tan distinguida como la de Frans Hals, gozó del apoyo de la burguesía católica de Haarlem y disfrutó de una holgada posición económica.